# Андре Мальро
Андре Мальро (фр. André Malraux; 3 листопада 1901 — 23 листопада 1976) — французький письменник, мистецтвознавець, політичний діяч.

## Життєпис
Народився 3 листопада 1901 року у Парижі. Коли Андре було три роки, батько залишив родину. До 1916 року Андре жив разом з матір'ю, бабусею та тіткою. Спочатку він навчався у престижному ліцеї Тюрго. Потім Андре спробував вступити до ліцею Кондорсе, але невдало. На цьому його навчання скінчилося. Мальро не здобув навіть закінченої середньої освіти.
В сімнадцять років вирішив стати письменником. 1921 року він опублікував першу книгу «Паперовий місяць» (Lunes en Papier). Також Мальро взявся за публіцистику. Водночас займався купівлею та перепродажем книг. Крім того, Мальро став грати на біржі, ще й успішно — він отримав матеріальну незалежність. Поступово Андре Мальро увійшов до французької художньої еліти.
1923 року Мальро побував у Індокитаї. Внаслідок подорожі вже у 1926 році виходить роман у листах «Спокуса Заходу», а у 1928 році — роман «Завойовники», який приніс йому славу письменника. У 20-30-х роках багато мандрував по Сходу, зокрема побував на радянському Кавказі та в Середній Азії. Бував у Ірані, Афганістані, Індії, Бірмі, Сінгапурі, Гонконзі, Китаї. Внаслідок цих поїздок Мальро створив новий роман «Умови людського існування».
З початком громадянської війни в Іспанії Мальро вирушає туди добровольцем. Спочатку він командував ескадрильєю, потім брав участь в іспанському партизанському русі. Після остаточної поразки республіканців Мальро повертається до Франції. У Іспанії він потоваришував з де Голлем. З початком Другої світової війни та окупації Франції Мальро бере активну участь у русі опору. Після війни він займав міністерські посади, здебільшого міністра культури. Похований у паризькому Пантеоні.

## Твори
Романи:
- «Спокуса Заходу» (La Tentation de l'Occident[fr])
- «Завойовники» (Les Conquérants)
- «Королівський шлях» (La Voie royale)
- «Умови людського існування» (La Condition humaine, також перекл. як «Доля людини»)
- «Надія» (L'Espoir)
- «Горішники Альтенбурга» (Les Noyers de l'Altenburg)

Повісті:
- «Роки погорди» (Le Temps du mépris)

Мистецтвознавство:
- «Психологія мистецтва» (La Psychologie de l'Art)

Автобіографія:
- Книга спогадів «Антимемуари».

## Переклади українською
- Андре Мальро. Королівський шлях / пер. з фр. Людмила Колодинська та Орест Черній // Всесвіт. — 1993. — № 7/8. — С. 3–72.